# 冯海虎
冯海虎，中华人民共和国政治人物、全国脱贫攻坚先进个人。

## 生平
冯海虎任方山县麻地会乡后则沟村党支部书记。因在脱贫攻坚战中作出突出贡献，2021年2月25日全国脱贫攻坚总结表彰大会上，冯海虎被授予“全国脱贫攻坚先进个人”。